# Abyssianira argentenensis
Abyssianira argentenensis är en kräftdjursart som beskrevs av Menzies 1962. Abyssianira argentenensis ingår i släktet Abyssianira och familjen Paramunnidae. Inga underarter finns listade i Catalogue of Life.